# San Blas (Gozo)
Pour les articles homonymes, voir San Blas et Blas.
San Blas est une ville de Malte située sur l'île de Gozo.